# Hitman: Krwawa forsa
Hitman: Krwawa forsa (ang. Hitman: Blood Money) – gra komputerowa z gatunku skradanek stworzona przez IO Interactive i wydana przez  Eidos Interactive w maju 2006 roku na platformy Microsoft Windows, PlayStation 2, PlayStation 3, Xbox i Xbox 360. Jest to czwarta odsłona serii gier Hitman. W 2013 roku wydano remaster gry na PS3 i Xboxa 360. W 2019 roku premierę miała druga reedycja gry, tym razem na PS4 i Xboxa One. W 2023 roku gra doczekała się trzeciego remastera wydanego na urządzenia mobilne z Androidem, iOS-em i iPadOS-em oraz konsole Nintendo Switch. 
Redakcja magazynu PC Gamer UK w 2015 roku przyznała grze 54. miejsce na liście najlepszych gier na PC.

## Założenia gry
Hitman: Blood Money jest powrotem do założeń z pierwszej części serii. Główny bohater wypełnia zlecenia dla pieniędzy, które może później przeznaczyć na zakup dodatkowego ekwipunku, lub ulepszenie podstawowych broni. W grze zaimplementowano system klasyfikacji opierający się na rozgłosie, któremu gracz ma za zadanie zapobiegać.

## Fabuła
Większość misji to retrospekcje wcześniejszych zdarzeń, lecz nie ma w grze retrospekcji misji, jak w przypadku Hitman: Kontrakty. Agent 47 dostaje także zupełnie nowe misje – nieznana organizacja terrorystyczna zabija ludzi pracujących dla ICA. Hitman musi znaleźć ich i powstrzymać. W tym celu wyrusza do Ameryki. Przed każdą z misji pojawia się wstawka filmowa w domu Alexandra Lelanda Cayne'a, szefa tejże organizacji, zwanej Koncesją. Próbował przeprowadzić na Agenta 47 wiele zamachów, lecz w żadnym przypadku mu się nie udało. Wpadł na inny pomysł – złożenie fałszywych zeznań dla Ricka Hendersona, w których jednocześnie chce pokazać Amerykanom klonowanie (na przykładzie 47) ze złej strony, aby zostało ono zabronione, a wtedy jego agencja mogłaby produkować je w masowych ilościach (odbywają się wówczas wybory prezydenckie). Pod koniec gry Agencja z powodu braku agentów zostaje zamknięta, a ostatnie zlecenie dostaje od agenta Smitha. W epilogu grupa antyterrorystyczna otoczyła kryjówkę Hitmana (gdyż Cayne dał dowody na śmierć Hitmana). Diana Burnwood pozoruje śmierć Agenta 47, podając mu eksperymentalne "serum śmierci" (gracz mógł je wykorzystać w misji Flatline (Linia życia), by upozorować śmierć Smitha). Dzięki antidotum otrzymanym przez pocałunek Diany, w misji Requiem istnieje możliwość przywrócenia przytomności agentowi przez odpowiednio szybkie wciskanie klawiszy kierunkowych. Wtedy gracz przejmuje kontrolę nad postacią i z uprzednio podłożonymi przez Dianę dwoma Silverballerami otrzymuje zadanie zabicia wszystkich świadków (w tym Ricka i Cayne'a), a następnie ucieczki z cmentarza.

## Rozgrywka
Zwiększono realizm gry w stosunku do poprzednich części. Nowe funkcje wprowadzone w Blood Money obejmowały możliwość pokonywania przeszkód, usprawnioną walkę wręcz oraz możliwość pozbywania się ciał. Postacie potrafią już zauważyć ślady krwi po morderstwie oraz po śladach dotrzeć do ukrytego ciała. Blood Money jako pierwsza część z serii umożliwia walkę wręcz. Gdy przeciwnik stoi nad przepaścią lub przy barierce, gracz ma możliwość wypchnięcia go i zneutralizowania na skutek upadku z wysokości. Agent 47 potrafi również wyrwać broń trzymaną przez przeciwnika, co jest ryzykowne i może spowodować rozgłos w postaci hałasu przez szansę na wystrzelenie broni.
Twórcy postawili na różnorodność lokacji, dzięki czemu dostajemy zlecenia na cele znajdujące się m.in. w rezydencji położonej wśród lasu tropikalnego w Chile, podczas próby w operze, a także na statku płynącym po morzu.
Każde zlecenie jest nagradzane honorarium wypłacanym w nieokreślonej walucie, którego wysokość zależy od poziomu klasyfikacji wykonania zlecenia. Zdobyte w ten sposób środki można przeznaczyć na zacieranie śladów po misji poprzez m.in. przekupywanie świadków oraz na zakup dodatkowego ekwipunku tudzież ulepszenie podstawowych broni. Poszczególne bronie można usprawniać np. zwiększając pojemność magazynka, dodając tłumik bądź laserowy celownik. Nagradzane są dzięki temu bezszelestne zabójstwa i zacieranie śladów zbrodni w grze.